# El Cardonal, Querétaro Arteaga
El Cardonal är en ort i Mexiko.   Den ligger i kommunen Ezequiel Montes och delstaten Querétaro Arteaga, i den centrala delen av landet, 160 km nordväst om huvudstaden Mexico City. El Cardonal ligger 1 939 meter över havet och antalet invånare är 364.
Terrängen runt El Cardonal är varierad. Runt El Cardonal är det ganska tätbefolkat, med 129 invånare per kvadratkilometer. Närmaste större samhälle är Ezequiel Montes, 4,0 km nordost om El Cardonal. Omgivningarna runt El Cardonal är en mosaik av jordbruksmark och naturlig växtlighet.